# Suede
Suede (znany także jako The London Suede) – brytyjski zespół muzyczny, założony w 1989 roku w Londynie, grający rock alternatywny, jeden z pionierów brit popu.
Grupa od początku istnienia zaskarbiła sobie wiele pozytywnych głosów ze strony krytyków. Jeszcze przed wydaniem pierwszego singla gazety rozpisywały się, że Suede będzie "najlepszym nowym zespołem brytyjskim".
Wokalista Brett Anderson, gitarzysta Bernard Butler i reszta zespołu inspirowali się twórczością Davida Bowiego i The Smiths. Pierwszy album, zatytułowany po prostu Suede, stał się istotnym wydarzeniem na brytyjskim rynku muzycznym. Podczas nagrywania drugiej płyty, Dog Man Star, doszło do kłótni między Andersonem a Butlerem, w związku z czym gitarzysta opuścił zespół. Jednak grupa nie rozpadła się i w 1996 roku wydała album Coming Up, który wskoczył do czołówki brytyjskich list przebojów. W roku 1999 zespół wydał swoją czwartą studyjną płytę zatytułowaną Head Music, lecz ta, choć zanotowała wysoką sprzedaż, nie zdobyła takiego uznania jak poprzednie albumy. Wydawnictwem poprzedzającym rozpad grupy było A New Morning z 2002 roku, które często określane jest jako najsłabsze w dorobku zespołu.
W 2010 roku Suede reaktywowali się, by zagrać koncert charytatywny dla Teenage Cancer Trust. Po tym ruszyli w trasę koncertową, grając głównie swój stary materiał. W marcu 2013 roku ukazał się szósty album grupy zatytułowany Bloodsports, a w styczniu 2016 siódmy Night Thoughts.

## Dyskografia

### Albumy studyjne
- Suede (1993)
- Dog Man Star (1994)
- Coming Up (1996)
- Head Music (1999)
- A New Morning (2002)
- Bloodsports (2013)
- Night Thoughts (2016)
- Blue Hour (2018)
- Autofiction (2022)[2]
- Sci-Fi Lullabies vol. 2 (2025)

### Albumy kompilacyjne
- Sci-Fi Lullabies (1997)
- Singles (2003)
- See You in the Next Life... (12 track Suede Fanclub Rarities CD) (2003, limitowana edycja 2000 egzemplarzy)
- The Best Of (2010)

## Skład

### Obecny skład
- Brett Anderson - wokal (1989 - 2003, 2010 - obecnie)
- Mat Osman - gitara basowa (1989 - 2003, 2010 - obecnie)
- Simon Gilbert - perkusja (1991 - 2003, 2010 - obecnie)
- Richard Oakes - gitara, instrumenty klawiszowe (1994 - 2003, 2010 - obecnie)
- Neil Codling - instrumenty klawiszowe, gitara (1995 - 2001, 2010 - obecnie)

### Byli członkowie
- Justine Frischmann - gitara (1989 - 1991)
- Bernard Butler - gitara, instrumenty klawiszowe (1989 - 1994)
- Justin Welch - perkusja (1990, 2013)
- Mike Joyce - perkusja (1990)
- Alex Lee - instrumenty klawiszowe, gitara, harmonijka (2001 - 2003)